# لي كونج
لي كونج (بالصينية: 宫力) هو عالم حاسوب وشخصية أعمال صيني، ولد في 1964 في بكين في الصين.